# Kossoucoingou
Kossoucoingou è un arrondissement del Benin situato nella città di Boukoumbé (dipartimento di Atakora) con 4 145 abitanti (dato 2006).